# Mannheim Steamroller
I Mannheim Steamroller sono un gruppo musicale statunitense fondato da Chip Davis nel 1974 e originario del Nebraska.
Il gruppo è conosciuto soprattutto per la sua serie Fresh Aire e per aver interpretato in chiave moderna i classici della musica natalizia. Solo negli Stati Uniti il gruppo ha venduto 28 milioni di album.

## Formazione
- Chip Davis
- Bobby Jenkins
- Jackson Berkey
- Almeda Berkey
- Roxanne Layton
- Ron Cooley
- Arnie Roth
- Chuck Penington
- Tom Sharpe

## Discografia
Lista parziale
- 1975 - Fresh Aire
- 1977 - Fresh Aire II
- 1979 - Fresh Aire III
- 1981 - Fresh Aire IV
- 1981 - Fresh Aire Interludes (raccolta)
- 1983 - Fresh Aire V
- 1984 - Christmas
- 1986 - Fresh Aire VI
- 1987 - Classical Gas
- 1988 - A Fresh Aire Christmas
- 1989 - Yellowstone: The Music of Nature
- 1990 - Fresh Aire 7
- 1993 - Latin Christmas, Vol. 1 & 2
- 1994 - To Russia with Love
- 1995 - Christmas in the Aire
- 1997 - Christmas Live
- 1998 - Mannheim Steamroller Meets the Mouse
- 1998 - The Christmas Angel: A Family Story
- 1999 - 25 Year Celebration of Mannheim Steamroller (raccolta)
- 2000 - Fresh Aire 8
- 2000 - Ambience: Bird Song
- 2001 - Christmas Extraordinaire
- 2001 - Ambience: Summer Song
- 2003 - Halloween
- 2003 - Ambience: Autumn Song
- 2004 - Christmas Celebration
- 2007 - Christmas Song
- 2007 - Trimming the Tree (raccolta)
- 2008 - A Candle Light Christmas (raccolta)
- 2008 - Christmasville
- 2009 - Christmas: 25th Anniversary Collection (raccolta)
- 2011 - Christmas Symphony
- 2013 - Christmas Symphony II